# Hemicrepidospermum
Hemicrepidospermum es un género con dos especies de plantas  perteneciente a la familia Burseraceae. 
Está considerado un sinónimo del género Crepidospermum

## Especies seleccionadas
| - Hemicrepidospermum cuneifolium Cuatrec. - Hemicrepidospermum rhoifolium (Benth.) Swart |